# Rivière Brûlée (vattendrag i Kanada, lat 48,95, long -70,12)
Rivière Brûlée är ett vattendrag i Kanada.   Det ligger i provinsen Québec, i den östra delen av landet, 600 km nordost om huvudstaden Ottawa. Rivière Brûlée ligger vid sjön Lac Patien.
I omgivningarna runt Rivière Brûlée växer i huvudsak blandskog. Trakten runt Rivière Brûlée är nära nog obefolkad, med mindre än två invånare per kvadratkilometer.